# Keskusta (zone de planification)
Pour les articles homonymes, voir Keskusta.
Keskusta est la zone de planification correspondant au centre-ville de Tampere en Finlande.

## Présentation
Keskusta comprend les zones statistiques : Finlayson, Tammerkoski, Nalkala, Amuri A, Amuri B, Kaakinmaa, Pyynikinrinne, Särkänniemi, Tampella, Jussinkylä, Kyttälä A, Kyttälä B, Ratina, Osmonmäki, Tammela A, Tammela B, Tulli, Kalevanharju, Hatanpää et Pyynikki.
Les zones statistiques correspondent à peu près aux quartiers.